# Dudley Ryder, 1. Earl of Harrowby

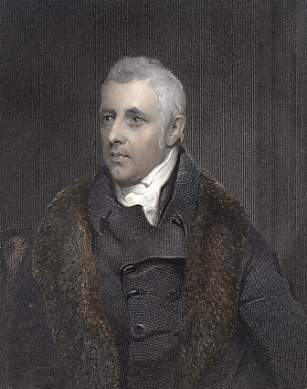
Dudley Ryder, 1. Earl of Harrowby

Dudley Ryder, 1. Earl of Harrowby PC (* 22. Dezember 1762; † 26. Dezember 1847) war ein britischer Adliger und Politiker der Tory-Partei.

## Leben
Ryder war der älteste Sohn von Nathaniel Ryder, 1. Baron Harrowby, und seiner Frau Elizabeth. Er besuchte zunächst die Harrow School und studierte dann am St. John’s College an der University of Cambridge.
Er vertrat von 1784 bis 1803 den Wahlkreis Tiverton im Unterhaus. Den Sitz hatte zuvor unter anderen sein Vater innegehabt. Ab 1790 hatte er verschiedene nachgeordnete Regierungsämter inne. Insbesondere war er von 1790 bis 1801 Vizepräsident des Board of Trade.
Als sein Vater 1803 starb, erbte er dessen Titel als 2. Baron Harrowby und stieg ins House of Lords auf. Von 1804 bis 1805 war er Außenminister unter William Pitt, der ein enger Freund von Ryder war. Im Anschluss daran übernahm er das Amt des Chancellor of the Duchy of Lancaster. Pitt beauftragte ihn mit wichtigen Missionen nach Österreich, Russland und Preußen. 1809 wurde Ryder zum Earl of Harrowby erhoben. Von 1812 bis 1827 hatte dann das Amt des Lord President of the Council inne.
Das Amt des Premierministers, das ihm nach dem Tode von George Canning angetragen worden war, lehnte Ryder ab, weil er nicht unter König Georg IV. dienen wollte. Danach übernahm er keine Ämter mehr, blieb aber aktiv in der Politik; so spielte er eine prominente Rolle bei der Durchsetzung des Reform Act 1832.

## Familie
Ryder war seit 1795 mit Susan Leveson-Gower, einer Tochter von Granville Leveson-Gower, 1. Marquess of Stafford. Mit ihr zusammen hatte er acht Kinder.
Er starb im Alter von 85 Jahren. Seine Titel gingen auf seinen ältesten Sohn Dudley über.